# Badí (nom)
Badí és un nom masculí àrab (àrab: بديع, Badīʿ) que literalment significa ‘únic’, ‘meravellós', ‘preciós admirable’, ‘insòlit’, ‘sense precedents'. Si bé Badí és la transcripció normativa en català del nom en àrab clàssic, també se'l pot trobar transcrit d'altres maneres: Badi, Badie, Badi', Badee... Aquest nom també el duen musulmans no arabòfons que l'han adaptat a les característiques fòniques i gràfiques de la seva llengua: àzeri: Bədi; kurd: Bedî; turc: Bedi.
Combinat amb paraules com religió o temps, Badí-ad-Din (àrab: بديع الدين, Badīʿ ad-Dīn, ‘Meravella de la Religió’) o Badí-az-Zaman (àrab: بديع الزمان, Badīʿ az-Zamān, ‘Meravella del Temps') és un làqab o títol emprat per diversos personatges musulmans. Ambdós làqabs han estat també usats com a noms de pila masculins. Ambdós làqabs també els duen musulmans no arabòfons que els han adaptat a les característiques fòniques i gràfiques de la seva llengua. El primer, en transcripció anglesa de llengües índies: Badee-ud-Deen. El segon: àzeri: Bədiüzzaman; kurd: Bedîuzzeman; malai: Badiuzzaman; turc: Bediüzzaman.
La forma femenina d'aquest nom és Badia.
Vegeu aquí personatges i llocs que duen el nom Badí.
Vegeu aquí personatges i llocs que duen el làqab o el nom Badí-ad-Din.
Vegeu aquí personatges i llocs que duen el làqab o el nom Badí-az-Zaman.
Vegeu també Abd-al-Badí.